# Capracotta
Capracotta község (comune) Olaszország Molise régiójában, Isernia megyében.

## Fekvése
A megye északkeleti részén fekszik. Határai: Agnone, Castel del Giudice, Pescopennataro, San Pietro Avellana, Sant’Angelo del Pesco és Vastogirardi. Capracotta az egyik legmagasabban fekvő település az Appenninekben. A Monte Campo (1745 m) lejtőjén fekszik, déli irányban pedig kiterjed a Verrino völgyére.

## Története
A hagyományok szerint a kisvárost a longobárdok alapították. Dél-Itáliába érkezésükkor egy kecskét áldoztak fel a további sikerek érdekében. Innen származik elnevezése is: caprae caput. A régészeti leletek korábbi, római és szamnisz leleteket is találtak. A középkor során nemesi családok birtoka volt. A 19. században nyerte el önállóságát, amikor a Nápolyi Királyságban felszámolták a feudalizmust.

## Népessége
A népesség számának alakulása:

## Főbb látnivalói
- Santa Maria Assunta in Cielo-templom